# Hall of Fame Open 2019
L'Hall of Fame Open 2019, anche conosciuto come Hall of Fame Open for The Van Alen Cup per motivi di sponsorizzazione, è stato un torneo maschile di tennis che si gioca sull'erba. È stata la 44ª edizione dell'Hall of Fame Tennis Championships, che fa parte della categoria ATP World Tour 250 series nell'ambito dell'ATP World Tour 2019. Il torneo si è disputato all'International Tennis Hall of Fame di Newport dal 15 al 21 luglio 2019.

## Partecipanti

### Teste di serie
| Nazionalità | Giocatrice       | Ranking* | Testa di serie |
| ----------- | ---------------- | -------- | -------------- |
| Stati Uniti | John Isner       | 12       | 1              |
| Francia     | Adrian Mannarino | 42       | 2              |
| Australia   | Jordan Thompson  | 44       | 3              |
| Francia     | Ugo Humbert      | 66       | 4              |
| Stati Uniti | Steve Johnson    | 71       | 5              |
| Croazia     | Ivo Karlović     | 80       | 6              |
| Kazakistan  | Aleksandr Bublik | 82       | 7              |
| Stati Uniti | Bradley Klahn    | 87       | 8              |

* Ranking al 1 luglio 2019.

### Altri partecipanti
I seguenti giocatori hanno ricevuto una wild card per il tabellone principale:
- Christopher Eubanks
- Alastair Gray
- John Isner

I seguenti giocatori sono passati dalle qualificazioni:

- Alex Bolt
- Ramkumar Ramanathan
- Tim Smyczek
- Viktor Troicki

## Partecipanti al doppio

### Teste di serie
| Nazione       | Giocatore         | Nazione             | Giocatore            | Ranking* | Testa di serie |
| ------------- | ----------------- | ------------------- | -------------------- | -------- | -------------- |
| Messico       | Santiago González | Pakistan (bandiera) | Aisam-ul-Haq Qureshi | 109      | 1              |
| Israele       | Jonathan Erlich   | Nuova Zelanda       | Artem Sitak          | 120      | 2              |
| Nuova Zelanda | Marcus Daniell    | India               | Leander Paes         | 122      | 3              |
| Giappone      | Ben McLachlan     | Australia           | John-Patrick Smith   | 130      | 4              |

* Ranking aggiornato al 1º luglio 2019.

### Altri partecipanti
Le seguenti coppie hanno ricevuto una wildcard per il tabellone principale:
- Maxime Cressy /  Keegan Smith
- Tennys Sandgren /  Max Schnur

## Campioni

### Singolare
John Isner ha sconfitto in finale  Alexander Bublik con il punteggio di 7–6(2), 6-3.
- È il quindicesimo titolo in carriera per Isner, primo della stagione.

### Doppio
Marcel Granollers /  Serhij Stachovs'kyj hanno battuto  Marcelo Arévalo /  Miguel Ángel Reyes Varela con il punteggio di 6(10)–7, 6-4, [13-11].